# 関与
関与（かんよ）は、ある物事に関わることをいう。ここでは、地方自治法における関与について解説する。
- 地方自治法は、以下で条数のみ記載する。

## 地方自治法
地方自治法において関与とは、普通地方公共団体の事務の処理に関して、国の行政機関または都道府県の機関が何らかの事務行為（#関与できる行為の種類を参照）を行うことである。国は事務の処理に関し、その目的を達成するための必要最小限の関与しかできず、その普通地方公共団体の自主性及び自立性に配慮しなければならない。 詳しくは245条も参照。
- 関与の法定主義（245条の2）
- 関与の基本原則（245条の3）

## 関与できる行為の種類
- 助言又は勧告 （245条の4）
- 資料の提出の要求 （245条の4）
- 是正の要求（245条の5）
  - 是正の勧告（245条の6）
- 同意 （245条1号へ）
- 許可、認可又は承認（245条1号ホ）
- 是正の指示（245条の7）
- 代執行（245条の8）
- 協議（245条2号）
- 具体的かつ個別的に関わる行為（245条3号）

自治事務
助言又は勧告 （245条の4）
資料の提出の要求 （245条の4）
是正の要求（245条の5）
法定受託事務
助言又は勧告 （245条の4）
資料の提出の要求 （245条の4）
同意 （245条1号ヘ）
許可、認可又は承認（245条1号ホ）
是正の指示（245条の7）
代執行（245条の8）
協議（245条2号）

## 関与の手続
- 許認可等の基準（第250条の2）
- 許認可等の取消し等の方式（第250条の4）